# Henryk Jerzy Marconi
Henryk Jerzy Marconi (ur. 7 sierpnia 1927 w Warszawie, zm. 2 sierpnia 2011 tamże) – polski architekt.

## Życiorys
W 1951 ukończył studia na Wydziale Architektury Politechniki Warszawskiej, jego specjalnością było projektowanie obiektów przemysłowych. Przez całe życie zawodowe (tj. od 1949) był związany z Biurem Projektów Budownictwa Przemysłu Chemicznego PROCHEM w Warszawie. Blisko współpracował z Markiem Leykamem, wspólnie projektowali obiekty użyteczności publicznej. Wielokrotnie był nagradzany za nowatorskie projekty obiektów przemysłowych, odznaczono go m.in. Krzyżem Kawalerskim Orderu Odrodzenia Polski, Złotym i Srebrnym Krzyżem Zasługi. Przez cały okres pracy zawodowej należał do Stowarzyszenia Architektów Polskich.
Spoczywa na cmentarzu prawosławnym w Warszawie.

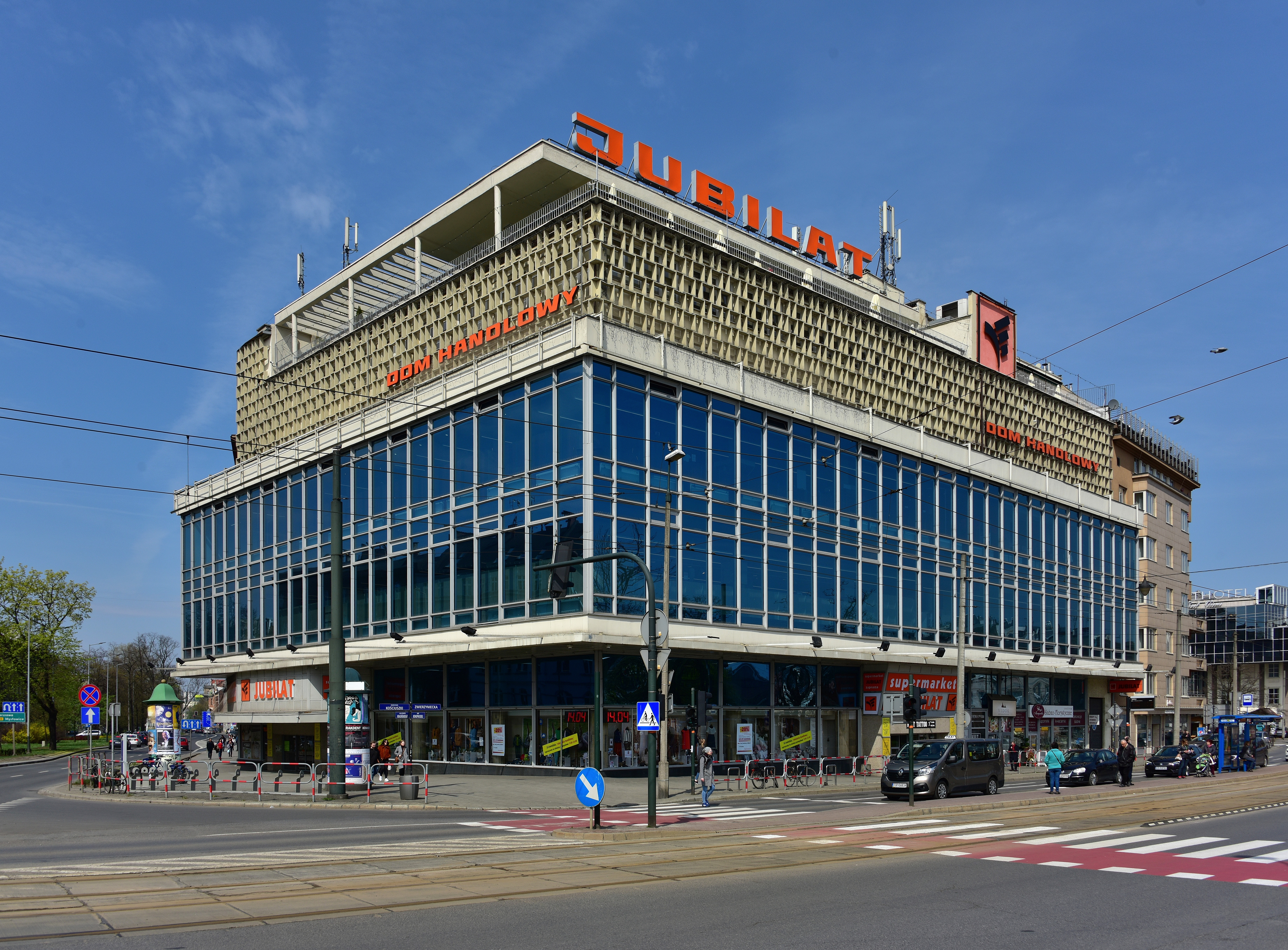
Dom Handlowy Jubilat w Krakowie

## Nagrodzone projekty (wybrane)
- Zakłady Dziewiarskie im. 17 stycznia w Warszawie (nagroda Komitetu Budownictwa, Urbanistyki i Architektury, 1957)
- Cementownia „Żerań” w Warszawie (nagroda 1964)
- Zakłady Włókien Sztucznych „Elana” w Toruniu (1963)
- Ambasada polska w Pekinie
- Dom Handlowy Jubilat w Krakowie